# Pucakwangi (Pucakwangi)
Pucakwangi is een bestuurslaag in het regentschap Pati van de provincie Midden-Java, Indonesië. Pucakwangi telt 4934 inwoners (volkstelling 2010).